# Плюйко, Андрей Поликарпович
Андрей Поликарпович Плюйко — советский хозяйственный, государственный и политический деятель.

## Биография
Родился в 1921 году в селе Ленинское. Член КПСС.
Участник советско-финской и Великой Отечественной войн. С 1946 года — на хозяйственной, общественной и политической работе. В 1946—1982 гг. — студент Днепропетровского института инженеров железнодорожного транспорта, механик, мастер ремонтного цеха, главный энергетик, заместитель главного инженера, секретарь парткома Киевского радиозавода, первый секретарь Дарницкого РК КП Украины города Киева, председатель Киевского городского Комитета народного контроля.
Делегат XXIII и XXIV съездов КПСС.
Умер в Киеве в 2009 году.